# Andy Summers

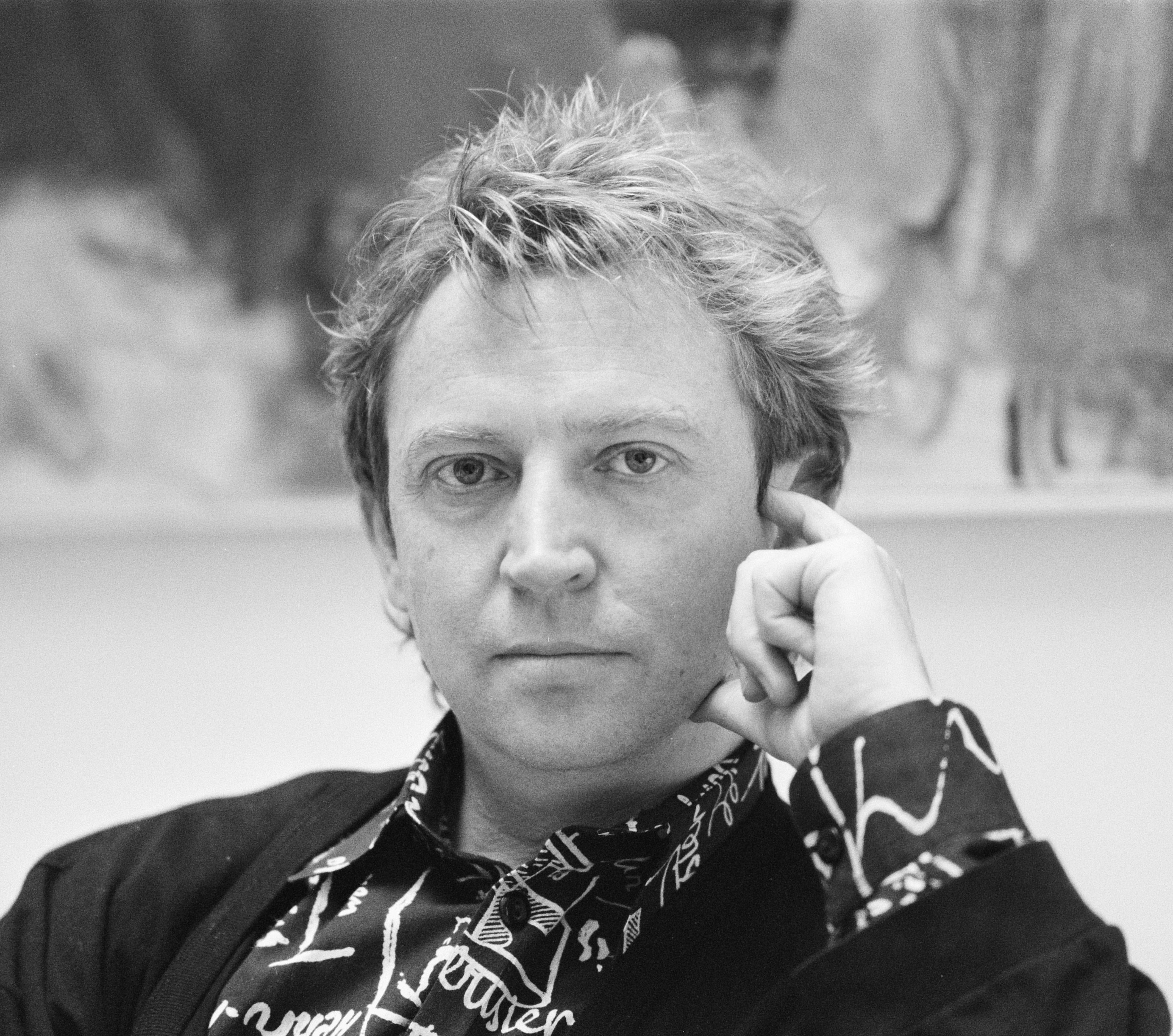
Andy Summers (1989)

Andy Summers (* 31. Dezember 1942 in Blackpool, Lancashire, England als Andrew James Somers) ist ein britischer Pop- und Rock-Gitarrist.
Bekannt wurde Andy Summers als Gitarrist von The Police. Später war er Gastmusiker und zeitgenössischer Instrumental-Musiker. Der Rolling Stone listete Summers 2011 auf Rang 85 der 100 größten Gitarristen aller Zeiten.

## Musikalischer Werdegang
Andrew „Andy“ Somers zog als Kind nach Bournemouth, wo er im Alter von sechs Jahren Klavier-Unterricht bekam. Mit zehn Jahren begann Summers mit dem Spielen auf einer Gitarre.

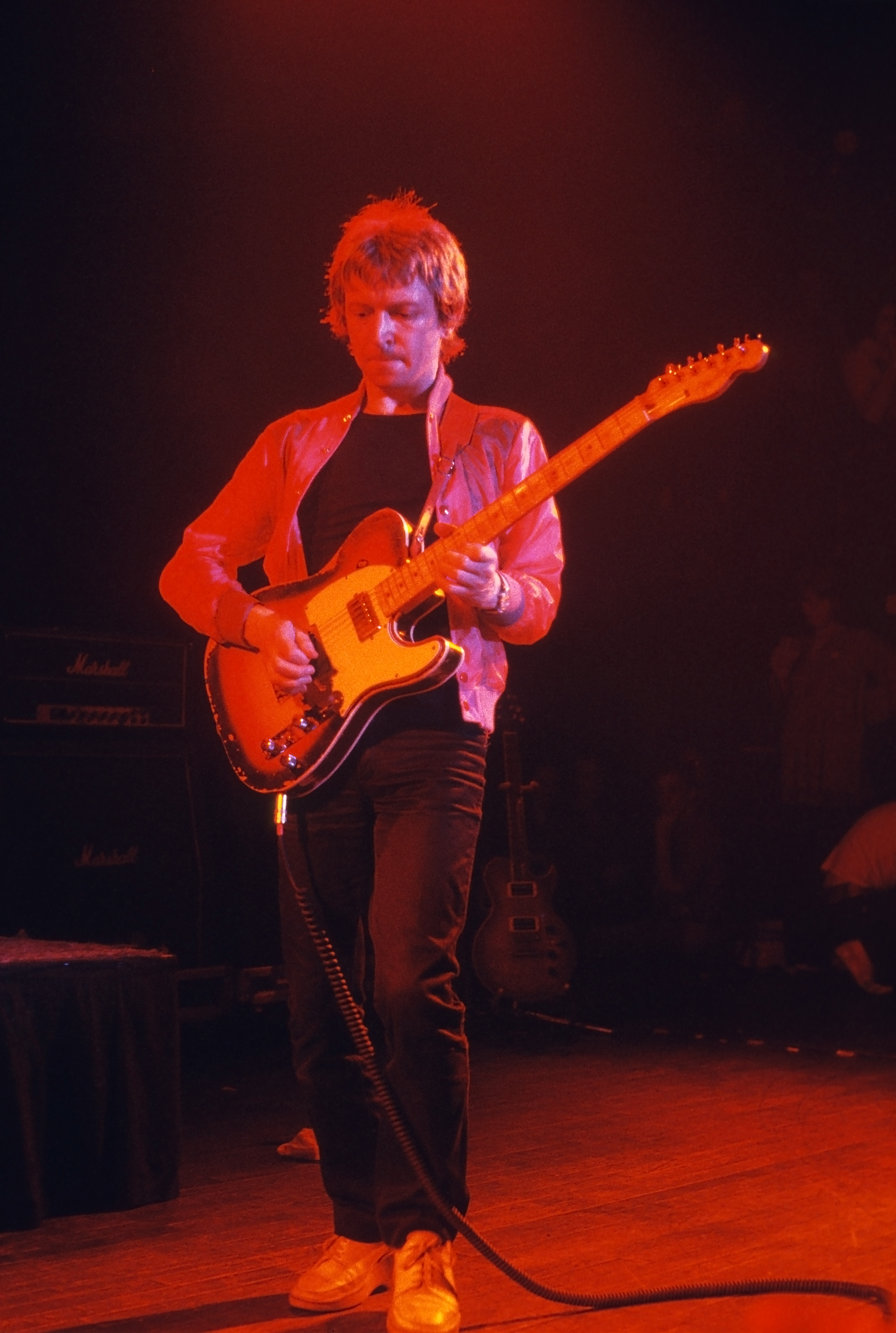
Andy Summers (1979)

Bereits mit 16 war Summers Teil der Jazz-Szene von Bournemouth und spielte in lokalen Clubs und Kaffeehäusern. Dort fiel er dem Musiker Zoot Money auf, der Summers einlud, in seiner „Zoot Money’s Big Roll Band“ und den nachfolgenden „Dantalian's Chariot“ mitzuspielen, beide Mitte der 1960er Jahre populäre Acts in den Londoner Clubs.
1968 spielte Andy Summers während einiger Monate mit der Jazz-Rock-Band „Soft Machine“ aus der Canterbury-Szene, bevor er erneut mit Zoot Money bei Eric Burdons Eric Burdon and The Animals („The New Animals“) zusammenkam.
Als dieses Engagement 1969 endete, studierte er vier Jahre lang klassische Gitarre und Komposition an der „California State University“ (UCLA), die er mit einem Bachelor in Musik abschloss. 1973 kehrte Summers nach England zurück.
Im Verlauf der 1970er Jahre machte sich Summers einen Namen als Gast- und Studiomusiker und hatte zahlreiche Engagements u. a. bei Neil Sedaka, Joan Armatrading, Kevin Ayers, Kevin Coyne und Tim Rose. 1975 spielte er auf Jon Lords Album „Sarabande“, an dem auch Eberhard Schoener beteiligt war.
1977 war Summers als Gastmusiker an Eberhard Schoeners LP Trance-Formation beteiligt. Von 1977 bis 1979 kamen noch Sting und Stewart Copeland dazu. Sie spielten alle zusammen auf Eberhard Schoeners zwei LPs Flashback & Video Magic als Gastmusiker und gingen auch mit ihm auf Tournee.

### „The Police“
Hauptartikel: The Police
Im Mai 1977 lud Mike Howlett, vormals Bassist bei Gong, Andy Summers und Sting ein, zusammen als Strontium 90 aufzutreten. Stewart Copeland schloss sich ebenfalls an, nachdem Chris Cutler als Drummer verhindert war. Diese kurzlebige Bandformation nahm einige Demotracks auf, gefolgt von einem Auftritt beim Comeback-Konzert von Gong am 28. Mai 1977 in Paris und einem Konzert als „The Elevators“ in einem Londoner Club.

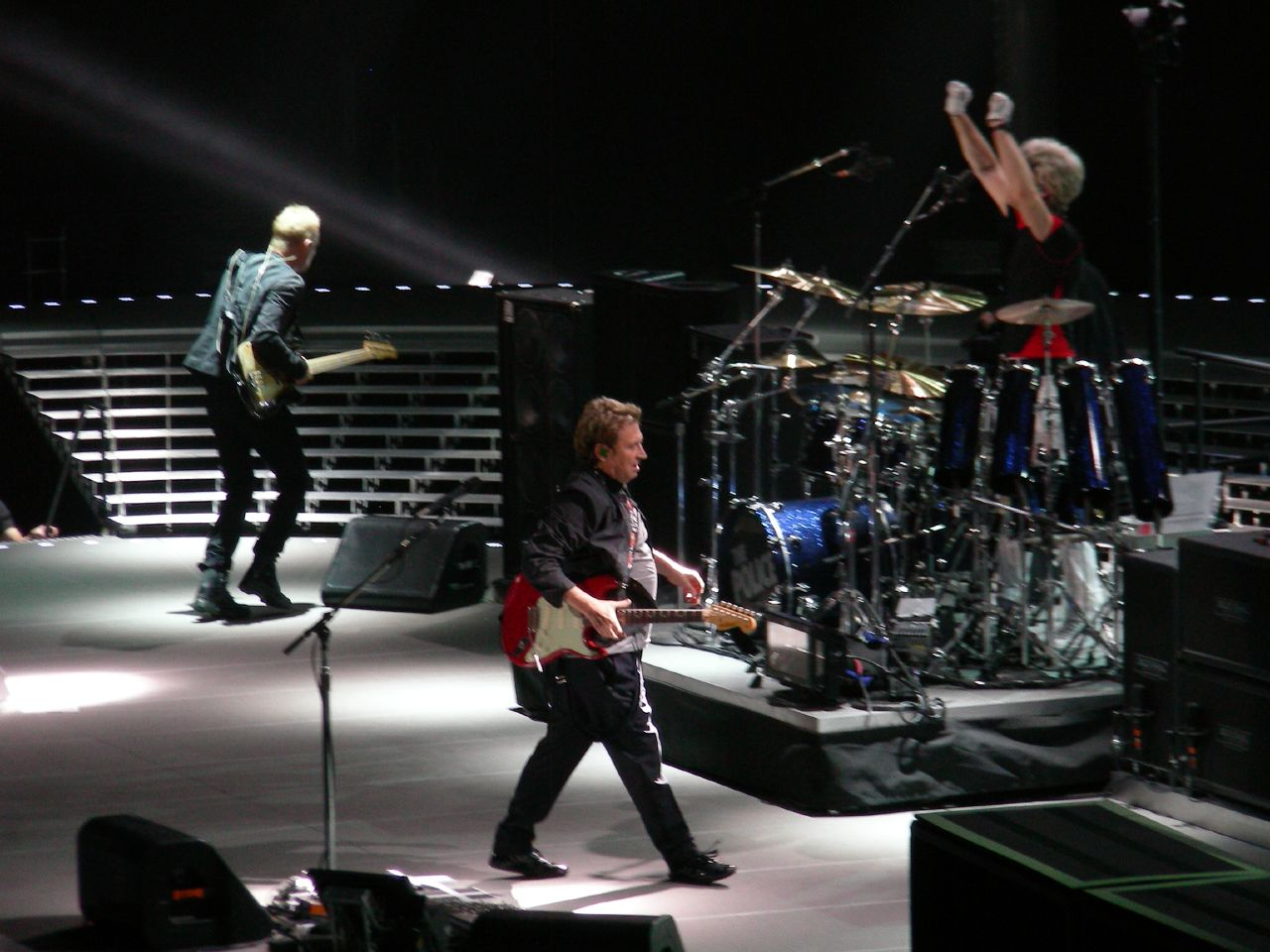
Andy Summers (vorn) bei einem Konzert mit The Police in Annapolis (2007)

Im Juni 1977 schloss sich Andy Summers The Police an – im Juli 1977 tourten sie kurzzeitig als Quartett – und ab August ersetzte Summers Henry Padovani als Gitarrist.
Andy Summers betonte bei „The Police“ die Rhythmusgitarre gegenüber der Solo-Gitarre und setzte viele Effektgeräte ein. Der besondere Reiz seiner Spielweise lag in den Rhythmuswechseln zwischen Rock und Reggae, die etwa Stücke wie So Lonely und Don’t Stand So Close to Me prägten.
Summers’ Kompositionen – „Omegaman“, „Mother“ und „Be My Girl – Sally“ (mit Summers’ Stimme als Erzähler) – standen, genauso wie diejenigen von Stewart Copeland, im Schatten von Stings Kompositionstalent. Mit dem von ihm komponierten Instrumental-Stück Behind My Camel erhielt er den Grammy für „Best Rock Instrumental Performance“.
1984 trennte sich das Trio. Bei den Grammy Awards 2007 am 11. Februar 2007 in Los Angeles standen The Police wiedervereinigt auf der Bühne und starteten im Mai 2007 eine Welttournee.

## Solokünstler, Studiomusiker, Komponist und Fotograf

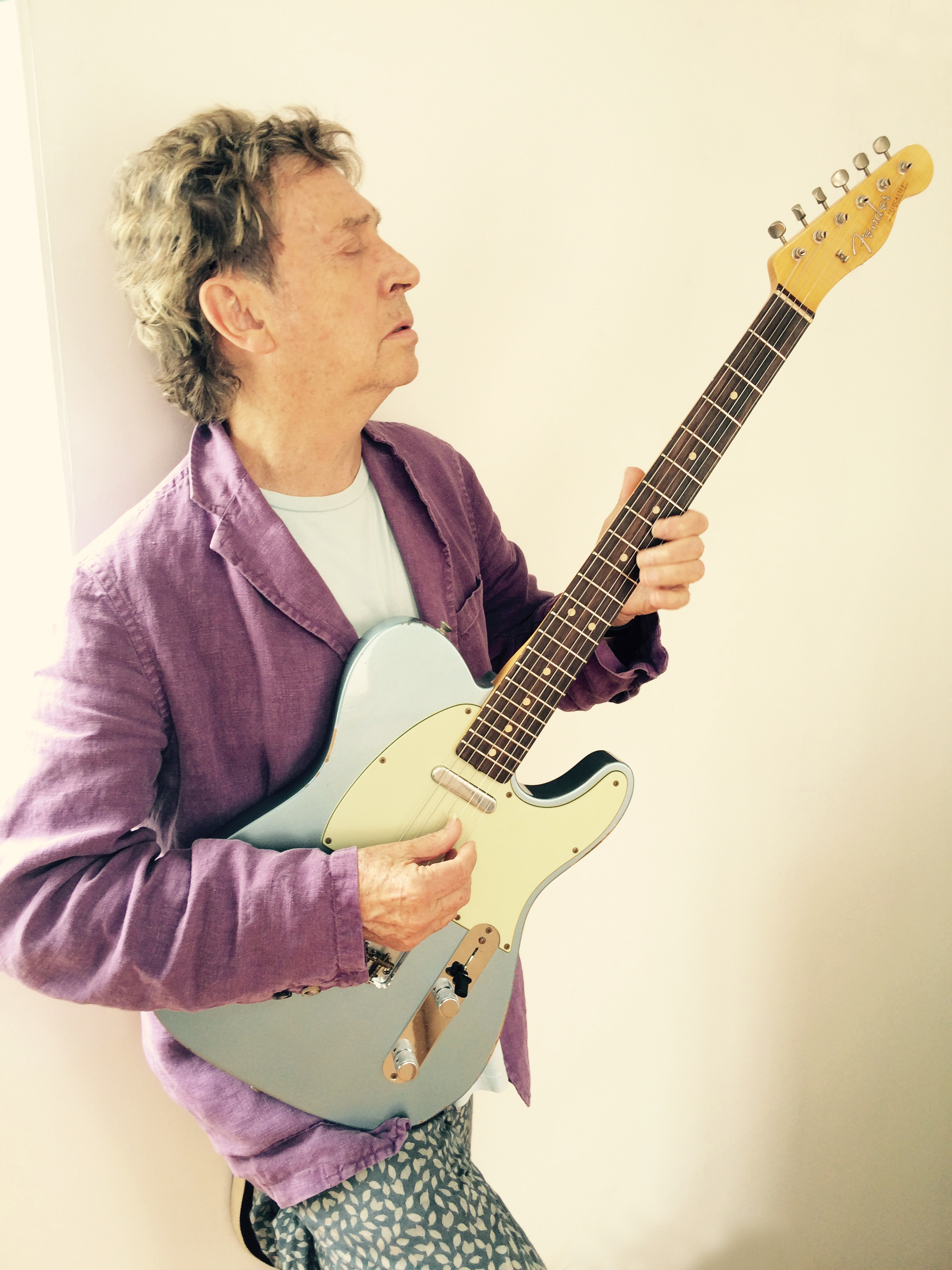
Andy Summers (2015)

In der letzten Phase der Zusammenarbeit von The Police startete Summers bereits Soloprojekte und arbeitete an einigen Filmmusiken. In der ersten Late-Night-Show des Schauspielers/Komikers Dennis Miller wirkte er als Bandleader und Komponist mit, hatte einige kleinere Rollen im Fernsehen und weiteren Filmen, so z. B. in Folge 33 der TV-Serie "The Hitchhiker" und zusammen mit Gene Wilder und Richard Pryor in der Komödie „Another You“.
1987 schloss er sich, zusammen mit Stewart Copeland, für einige Monate Animal Logic (respektive „Rush Hour“) an. Er verließ die Band aber bereits Ende 1987, nach einer kurzen Tournee in Brasilien, um sein erstes Solo-Album „XYZ“ zu veröffentlichen, das nur verhaltene Kritiken erhielt.
Dem Album voran gingen Andy Summers und Robert Fripps „I Advance Masked“ (1982) und „Bewitched“ (1984), dem weitere Kooperationen folgten: „Invisible Threads“ (1993) mit John Etheridge sowie mit Victor Biglione „Strings of Desire“ (1998) und „Splendid Brazil“ (2005).
Seine nachfolgenden insgesamt 15 Alben, die den jazzigen und vom New Age beeinflussten Stil und Zeitgeist betonten, waren erfolgreicher.
Summers hatte auch als Gastmusiker Auftritte, so bei John Etheridge, Vinnie Colaiuta, Herbie Hancock, Brian Auger, Eliane Elias, Tony Levin, Ginger Baker, Deborah Harry, Q-Tip und Sting.
Andy Summers veröffentlichte auch als Fotograf Bücher: 1983 THROB, wo er seine Schwarzweiß-Bilder der Tourneen mit The Police veröffentlichte. Zusammen mit Ralph Gibson (Fotos) aktuell „Light Strings: Impressions of the Guitar“, seine Autobiografie „One Train Later: A Memoir“ mit einem Vorwort des U2-Gitarristen The Edge (Oktober 2006) und Summers’ fotografisches Tagebuch „I'll be watching you. Inside the Police 1980–1983“ (inklusive DVD) mit „The Police“ ist im September 2007 erschienen.
2013 gründete Andy Summers mit Rob Giles (The Rescues) die Band bzw. das Projekt Circa Zero und veröffentlichte 2014 das Album Circus Hero.
Seine bevorzugten Gitarren sind Fender Telecaster für Rockmusik sowie Gibson, wenn er Jazz Fusion spielt.

## Privates
1968 heiratete Somers alias Andy Summers Robin Lane, sie ließen sich 1970 scheiden.
Im Jahr 1973 heiratete er die US-amerikanische Psychologin Kate Lunken, 1978 wurde ihnen eine Tochter geboren. 1981 ließen sie sich scheiden, heirateten aber 1985 erneut. 1987 wurden sie Eltern von Zwillingen. Andy Summers hat auch noch einen Sohn aus einer anderen Beziehung, bevor er Kate zum zweiten Mal geheiratet hat.

## Diskografie

### Alben mit „The Police“

#### Studioalben
- 1978 – Outlandos d'Amour (November 1978)
- 1979 – Reggatta De Blanc (Oktober 1979)
- 1980 – Zenyatta Mondatta (Oktober 1980)
- 1981 – Ghost in the Machine (Oktober 1981)
- 1983 – Synchronicity (Juni 1983)

#### Kompilationen
- 1986 – Every Breath You Take – The Singles (Oktober 1986 und Neuauflage im Herbst 1990)
- 1990 – Their Greatest Hits (Oktober 1990)
- 1992 – Greatest Hits (Oktober 1992)
- 1993 – Message in a Box – The Complete Recordings (28. September 1993)
- 1995 – The Police Live! (13. Juni 1995)
- 1995 – Every Breath You Take – The Classics (12. September 1995)
- 1997 – Strontium 90: Police Academy (29. Juli 1997)
- 1997 – The Very Best of Sting & The Police (November 1997 und Neuauflage am 21. Februar 2001)
- 2007 – The Police – Certifiable (Live-Konzert)

### Alben als Solokünstler

#### Studioalben
- 1976 – Sarabande (von Jon Lord)
- 1977 – The Book (von Eberhard Schoener)
- 1977 – Trance-Formation (von Eberhard Schoener)
- 1978 – Flashback (von Eberhard Schoener, feat.: Sting & Stewart Copeland, Aufnahme 10/77-2/78)
- 1978 – Video-Magic (von Eberhard Schoener, feat.: Sting, Aufnahme 8/78-11/78)
- 1982 – I Advance Masked (mit Robert Fripp)[10]
- 1984 – Bewitched (mit Robert Fripp)[11]
- 1987 – XYZ
- 1988 – Mysterious Barricades[12]
- 1989 – The Golden Wire[13]
- 1990 – Charming Snakes (Aufnahme: 2/1990, VÖ: 1991, Label: Private Music)[14]
- 1991 – World Gone Strange
- 1993 – Invisible Threads (mit John Etheridge)
- 1995 – Synaesthesia (Aufnahme: 2–3/1995, VÖ: 1995, Label: CMP)[15]
- 1997 – The Last Dance of Mr. X[16]
- 1998 – Strings of Desire (mit Victor Biglione)[17]
- 1999 – Green Chimneys: Music of Thelonious Monk[18]
- 2000 – Peggy's Blue Skylight[19]
- 2004 – Earth + Sky[20]
- 2005 – Splendid Brazil (mit Victor Biglione)
- 2007 – First You Build a Cloud (mit Ben Verdery)
- 2012 – Fundamental (mit Fernanda Takai)
- 2014 – Circus Hero (Projekt Circa Zero)
- 2015 – Metal Dog
- 2017 – Triboluminescence
- 2021 – Harmonics of the Night

#### Compilations
- 1998 – A Windham Hill Retrospective
- 2004 – The X Tracks[21][22]

## Filmmusik
- 1984 – Paper Dolls (Karussell der Puppen) – TV-Serie, Komponist
- 1986 – Down and out in Beverly Hills (Zoff in Beverly Hills) – Komponist
- 1987 – Mit Volldampf nach Chicago (End of the Line) – Komponist
- 1988 – Out of Time (Pyramide des Todes) – TV, Komponist
- 1989 – Weekend at Bernie's (Immer Ärger mit Bernie) – Komponist von „Hot and Cold“
- 1991 – Another You (Das andere Ich) – Komponist/Performer von „Charming Snakes“
- 1991 – Deceived (Getäuscht) – Komponist/Performer von „World Gone Strange“
- 1991 – Mississippi Masala – Musiker: E-Gitarre
- 1991 – Motorama – Komponist
- 1992 – The Dennis Miller Show – TV, Musikalischer Direktor
- 1995 – Copycat (Copykill) – „The Police“ Song „Murder by Numbers“
- 2003 – The Medallion (Das Medaillon – Himmlische Gerechtigkeit) – Performer von „Twist and Shout“

## Filmografie
- 1980 – Punk and Its Aftershocks – British Rock
- 1981 – BBC-Dokumentation zu den Aufnahmen von „Ghost in the Machine“
- 1981 – Urgh! A Music War
- 1982 – Police: Around the World
- 1983 – Cheggers Plays Pop (TV-Serie, Folge #6.7)
- 1984 – The Police: Synchronicity Concert
- 1987 – The Hitchhiker – Deadly Nightmares (TV-Serie „Der Hitchhiker“, Folge „The Legendary Billy B“) .... Hodie
- 1987 – The Police: Every Breath You Take – The Videos
- 1991 – Another You (Das andere Ich) .... Bandleader
- 1997 – Damian Cromwell's Postcards from America (TV-Serie) .... Ian
- 2004 – SingStar Party (Videospiel)
- 2006 – Everyone Stares: The Police Inside Out[23]
- 2012 – Can't Stand Losing You: Surviving The Police

## Grammy Awards
- 1982 – 'Best Rock Instrumental Performance' für Behind My Camel (Andy Summers)